# 阿氏樸麗魚
阿氏樸麗魚，為輻鰭魚綱鱸形目隆頭魚亞目慈鯛科的其中一種，分布於非洲基伍湖流域，體長可達11.4公分，棲息在中底層水域。